# ロリー・ギャラガー
ロリー・ギャラガー（Rory Gallagher、1948年3月2日 - 1995年6月14日）は、アイルランド出身のブルース・ロック・ギタリスト。バリーシャノン生まれ、コーク育ち。死後もなお、ジョニー・マーやグレン・ティプトンなど、ロックのジャンルを超越して多くの後進に影響を与え続けている。なお、英語での発音は「ギャラハー」に近い。
2011年、「ローリング・ストーンの選ぶ歴史上最も偉大な100人のギタリスト」において第57位。

## 生涯

### 誕生～テイスト結成・解散
ギャラガーは1948年3月2日、アイルランドのバリーシャノンに生まれ、デリーを経て、8歳頃からコークで育った。
幼い頃にテレビでエルヴィス・プレスリーを観て音楽に目覚め、9歳頃、初めてのアコースティック・ギターを両親から贈られている。 
レッドベリーやチャック・ベリー、ロニー・ドネガン、マディ・ウォーターズなどのレコードを愛聴し、独学でギターの腕前を上げていったギャラガーは、12歳の時に地元のタレント・コンテストで賞を取り、その賞金で初のエレキ・ギターを入手した。 
そして1963年、15歳の時に、地元の楽器屋で中古の1961年製フェンダー・ストラトキャスターを100ポンドで購入。（同機を選んだ理由は、当時ギャラガーが敬愛していたバディ・ホリーが使用していたため）アイルランドに上陸した初めてのストラトだとも、2本目だったとも言われている。
この頃、ギャラガーはすでにバンドに加入し、プロとしての活動を始めていた。1960年代半ばには、国内のみならず、スペインのマドリードのアメリカ空軍基地や、ロンドンなどにも演奏に出かけている。またその後、ドイツのハンブルクにも渡った。
1966年、地元のコークでテイストを結成する(最初はザ・テイストと“ザ”が付いていた。)ボーカル＆ギター担当のギャラガーを中心に据えたバンドだった。ギターの自由度を最大限に生かし、インプロヴィゼーションを重視したブルース・ロックが、彼らの目指すところだった。 そんな彼らを世間は、同じくトリオで、当時すでに大きな話題となっていたクリームの再来と称した。
ところが1967年頃、アイルランドのダブリンでギャラガーのストラトが盗まれ、10日後に市内の公園で損傷した状態で発見された。このことからギャラガーのストラトの塗装が剥げ落ちたのは、長年の使用によるものではなく、このときの事件によるものだと見る向きもある。
テイストは1968年にロンドンに進出するが、そこでギャラガー以外のメンバーが交代し、クリームのマネージャーでもあるロバート・スティグウッドと契約を結んだ。その関係もあってか、1968年11月のロイヤル・アルバート・ホールでのクリーム解散公演では前座を務めた。
テイストは1969年、同名アルバムでデビューを飾った。その人気ぶりは、マーキー・クラブの観客動員数を塗り替えたことや、公演を観たジョン・レノンが「素晴らしい才能を持った新人」と評したという逸話からもうかがえる。またその年、ブラインド・フェイスのアメリカ・ツアーにフリーと共に同行した。
1970年には2nd『オン・ザ・ボード』を発表。その年のワイト島フェスティバルは亡くなる20日ほど前にジミ・ヘンドリックスが出演したことで有名だが、5回ものアンコールを受けたテイストのステージも知られている。しかし同年を以てバンドは解散、ギャラガーはソロ活動を開始した。

### ソロ時代～絶頂期

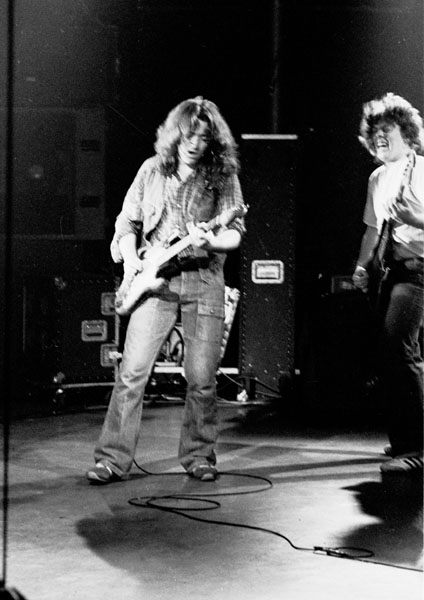
ロリー・ギャラガー 1975

1971年、『ロリー・ギャラガー』でソロ・デビューを飾ったギャラガーは、同年、早くも2作目『デュース』を発表した。これ以降、毎年恒例のようにヨーロッパとアメリカ・ツアーを行い、また、恩師アレクシス・コーナーからの推薦もあり、マディ・ウォーターズの『ロンドン・セッションズ』にも参加した。
翌1972年、ライヴ・アルバム『ライヴ・イン・ヨーロッパ』を発表、全英アルバムチャートで9位を記録するヒットとなった。この年には、『メロディ・メイカー』誌によりトップ・ギタリスト・オブ・ザ・イヤーに選出された。
1973年には『ブループリント』と『タトゥー』を発表。この2作からキーボードが導入されている。また、この年にはジェリー・リー・ルイスの『ザ・ロンドン・セッション』にも参加している。
1974年にはアイルランド・ツアーを行い、その様子はトニー・パーマー監督によってフィルムに収められた。このツアーから、『ライヴ・イン・アイルランド』が生まれた。同作は世界で200万枚以上を売り上げる大ヒットとなった。また同年に来日し、東京、名古屋、大阪で公演を行った。
翌1975年にはポリドールからクリサリスに移籍し、『アゲインスト・ザ・グレイン』を発表。再び来日ツアーを行なった。スイスのモントルー・ジャズ・フェスティバルのステージでアルバート・キングと共演したのもこの年のことだった。 この頃、ミック・テイラーの後任としてザ・ローリング・ストーンズに加入する話が持ち上がった。ギャラガーが加入を拒否した説、オーディションで不合格となった説、契約寸前まで至ったとする説、また一緒にレコーディングをしたとする説など、様々な噂が流布されたが、実現はしなかった。同じ頃、ディープ・パープルを抜けたリッチー・ブラックモアの後釜に、デイヴィッド・カヴァデールは第一候補にジェフ・ベック、第二候補にギャラガーを考えていたという話もある(結局バンドにはトミー・ボーリンが加入した)。
1976年にはそのディープ・パープルのベーシスト、ロジャー・グローヴァーを共同プロデュースに迎えた『コーリング・カード』を発表した。
翌1977年には、ドイツのテレビ番組『ロックパラスト』に出演し、その模様はヨーロッパ全土に放送された。また、3度目の来日公演も行なった。その後、再びトリオ編成に戻って、1978年には『フォト・フィニッシュ』、1979年には『トップ・プライオリティ』、1980年には『ステージ・ストラック』をリリース。また、ヨーロッパやアメリカ・ツアーなど、公演活動も変わらず精力的に行っていた。

### 模索の時代～不遇の晩年
1982年に発表した『ジンクス』は、クリサリスとの契約における最後のアルバムとなった。同作の発売及びツアーの終了以降、ギャラガーの活動は緩やかなものになっていく。ヤードバーズの元メンバーが結集したボックス・オブ・フロッグスの2枚のアルバムにゲスト参加したり、東欧の国々をツアーしたり、チャーリー・ワッツやジャック・ブルースらと共にエチオピア難民救済公演に出演した他、単発の公演を行うなどはしていたが、決してこれまでのように精力的とは言い難い状況だった。
当時のギャラガーはどこのレコード会社とも契約しておらず、そのため作品を制作する場を持たなかった。 そのような状況が数年間続いた後、カポを設立した。
1987年に、カポから初めての、そしてギャラガーにとって5年ぶりとなるアルバム、『ディフェンダー』を発表した。その後、ヨーロッパ・ツアーにも出かけた。翌年にも、アイルランド、イギリス・ツアーを敢行。1989年にも何組かのアーティストのアルバムに参加したほか、ヨーロッパ数ヵ国でも公演を行なった。 
1990年には、『フレッシュ・エヴィデンス』を発表。イギリス・ツアーも行なった。また、モントルー・ジャズ・フェスティバルではジャック・ブルースとセッションもしている。そして、1991年には4度目の来日を果たし、その後オーストラリア、アメリカにも足を伸ばした。
1992年にはバンド・メンバーを一新。そのメンバーによる公演活動は続けられたが、ギャラガーの活動はまた緩やかなものになっていった。この頃には、長年の飲酒癖のせいで、ギャラガーの体調はかなり悪くなっていった。 しかし、ギャラガーは1994年にヨーロッパ・ツアーを始めた。
そして1995年、ツアー先のオランダのロッテルダムで、肝臓の不調により倒れた。4月に肝臓移植手術を受けたが6月14日、その手術を原因とする合併症のため47歳で逝去した。

## 主な使用ギター
実際のギターの所有数は120本ほどだったらしく、またそれらすべてを使い分けていたと言われているがここではその中でもギャラガーが特に愛用した物を挙げる。
- 61年製フェンダー・ストラトキャスター（没後に発売されたギャラガーのシグネイチャー・モデルの元になった[4]）
- 58年製フェンダー・ストラトキャスター（元はバディ・ホリーが所有していたもの）
- 59年製フェンダー・エスクワイヤー
- 60年代製ダンエレクトロ
- 63年製グレッチ・PX6134・コルベット（主に、ステージでのスライド用に使用）
- マーティンD-35
- 1930年製ナショナル・トライオリアン（スライド用のリゾネーター・ギター）

## その他
- テイスト時代にギャラガーが使用していたこともあり、彼と日本のグヤトーンとは非常に関係が深かったらしく、76年発売のLG880マロリーはギャラガーが来日時にオーダーしたものがもとになって製作され、その後継機にあたる、LG1000グローリーのプロトタイプはギャラガーに渡されたといわれている。

- 1967年にイギリスのウィヴン・アビーで野外コンサート(現在のグラストンベリー・フェスティバルのようなもの)が行われた際、テイストはジミ・ヘンドリックスやティム・ローズ(ジミ・ヘンドリックスの代表曲"Hey Joe"の作者) と共に参加した。その時、ティム・ローズのバンドでドラムを担当していたのがジョン・ボーナムだった。当時既にギャラガーの大ファンだったボーナムは、その場で1曲だけギャラガーと演奏したという。
- 1963年に地元の楽器屋を経営するマイケル・クロウリーから購入した、ロリー・ギャラガーを象徴する61年製フェンダー・ストラトキャスターが、マイケルの娘であるシーナ・クロウリーによってギャラガーの地元でもあるコークに新たに音楽博物館を設立するプロジェクトのため、2024年10月にオークションにかけられることが発表された。落札予想価格は2億円。ロリーの弟のドナルはこの主旨に賛同し、このストラト以外にもロリーの楽器コレクションをいくつか提供することを発表している。

## ディスコグラフィー

### テイスト
- 1969年 テイスト - Taste
- 1970年 オン・ザ・ボード - On the Boards
- 1971年 ライヴ・テイスト - Live Taste
- 1972年 ワイト島のテイスト - Live at Isle of Wight
- 1974年 In the Beginning
- 1976年 Take It Easy Baby ※『In The Beginning』と内容は同じUS盤
- 1994年 The Best of Taste

### ソロ

#### スタジオ・アルバム
- 1971年 ロリー・ギャラガー - Rory Gallagher
- 1971年 デュース - Deuce
- 1973年 ブループリント - Blueprint
- 1973年 タトゥー - Tattoo
- 1975年 アゲインスト・ザ・グレイン - Against the Grain
- 1976年 コーリング・カード - Calling Card
- 1978年 フォト・フィニッシュPhoto Finish
- 1979年 トップ・プライオリティ - Top Priority
- 1982年 ジンクス - Jinx
- 1987年 ディフェンダー - Defender
- 1990年 フレッシュ・エヴィデンス - Fresh Evidence

#### ライヴ・アルバム
- 1972年 ライヴ・イン・ヨーロッパ - Live in Europe
- 1974年 ライヴ・イン・アイルランド - Irish Tour'74
- 1980年 ステージ・ストラック - Stage Struck
- 2001年 Let's Go to Work
- 2003年 ミーティング・ウィズ・ザ・G-マン - Meeting With the G-Man
- 2006年 ライヴ・アット・モントルー - Live at Montreux

#### コンピレーション・アルバム
- 1974年 The Story So Far
- 1975年 Sinner... and Saint
- 1992年 The G-Man Bootleg Series Vol.1
- 1992年 Etched in Blue
- 1995年 A Blue Day for the Blues
- 1995年 Last of the Independents
- 1999年 BBCライヴ - BBC Sessions
- 2003年 ホイールズ・ウィズイン・ホイールズ - Wheels Within Wheels
- 2005年 ビッグ・ガンズ - ザ・ヴェリー・ベスト・オブ・ロリー・ギャラガー - Big Guns: The Very Best of Rory Gallagher
- 2019年 Blues

## 日本公演
- 1974年
- 1975年

1月26日 渋谷公会堂、27日 東京都体育館、28日 大阪厚生年金会館、29日 名古屋市公会堂、31日 大阪毎日ホール
- 1977年
- 1991年

メルパルクホール東京